# Delassor rubropictus
Delassor rubropictus är en insektsart som först beskrevs av Melichar 1915.  Delassor rubropictus ingår i släktet Delassor och familjen spottstritar. Inga underarter finns listade i Catalogue of Life.